# Parc zoologique de Paris

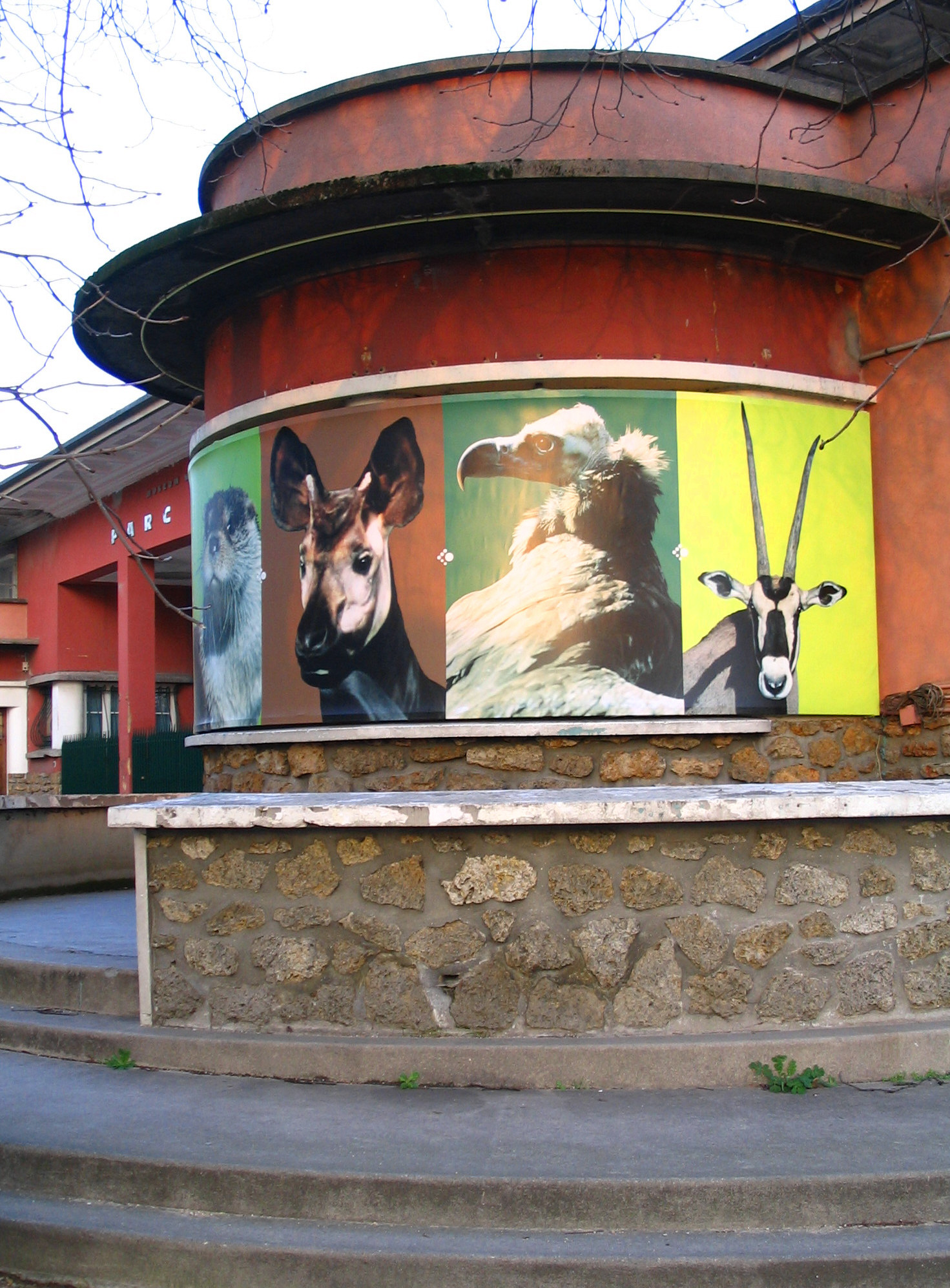
Parc zoologique de Paris: inzwischen abgerissener Eingang Porte Dorée

Der Parc zoologique de Paris (französisch für „Zoologischer Garten von Paris“) ist der größte Zoo von Paris, gelegen im Bois de Vincennes.

## Entstehungsgeschichte
Die am 6. Mai 1931 eröffnete Exposition coloniale de Vincennes gab den Anlass zur Gründung eines Zoos. Die Eröffnung des „Parc zoologique de Paris“ fand am 3. Juni 1934 durch den französischen Staatspräsidenten Albert Lebrun statt. Die großzügigen Freigehege mit Felsimitationen, gestaltet von Heinrich Hagenbeck gemäß dem Muster des Hamburger Tierparks Hagenbeck, der 1907 mit seinen gitterlosen Gehegen Maßstäbe in der Zooarchitektur gesetzt hatte, galten bei der Eröffnung als Sensation. Der Zoo sollte nur zeitweilig im Bois de Vincennes bestehen, um der Pariser Öffentlichkeit exotische Tiere näherzubringen. Der anfängliche Erfolg des Parks war aber so groß, dass das Muséum national d’histoire naturelle und die Stadtverwaltung  sich zusammenschlossen, um einen dauerhaften zoologischen Garten zu gründen. Die Gitter und Stäbe waren nicht sichtbar und gaben dem Besucher das Gefühl, den Tieren mitten in ihrem natürlicheren Lebensraum ganz nahe zu sein, während die technische Infrastruktur und die Unterstände der Tiere in künstlichen Felsen versteckt wurden.
Am 3. Januar 1934 brach ein Feuer im Zoo aus. Obwohl der Brand rasch gelöscht werden konnte, verbrannten fünf Elefanten bei lebendigem Leib.

## Heute

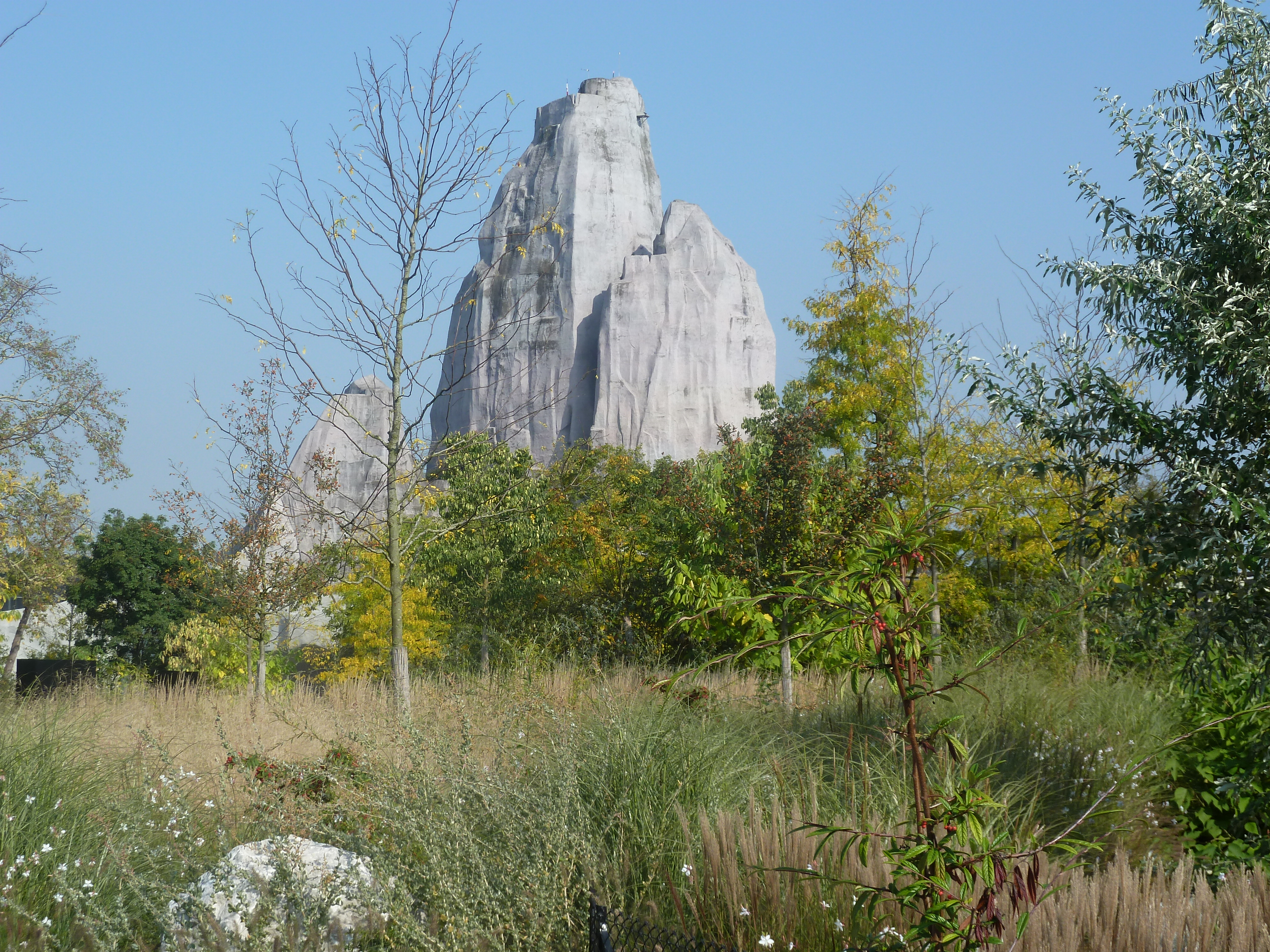
Parc zoologique de Paris - Fels (September 2014)

Ständig rückläufige Besucherzahlen (von 2,5 Millionen ab 1934 über 1,5 Millionen in den 1970er Jahren auf 350.000 im Jahre 2007) signalisierten seine abnehmende Attraktivität. Der als nicht mehr zeitgemäß eingestufte Zoo erforderte eine umfassende Neugestaltung, die ab Dezember 2008 begann. Mit einem durch ein Public Private Partnership finanzierten Aufwand von 167 Millionen Euro errichtete man 16.000 m² neue Gebäude, sanierte 9000 m² bestehende Strukturen, riss 13.000 m² Anlagen ab, pflanzte oder setzte knapp 2000 Bäume um und errichtete 21.000 m² Käfige und Volieren. Ziel der Neugestaltung war nicht mehr die Sensation, sondern die Betonung der Umwelt. Der am 12. April 2014 wiedereröffnete Zoo ist nunmehr 14,5 Hektar groß und präsentiert in fünf sogenannten Biotopen die dort endemischen Tierarten. Für das Jahr 2019 meldet der Parc Zoologique de Paris wieder knapp 570.000 Besucher.
Die Biotope
| Biotop      | Fläche    | Tierarten |
| ----------- | --------- | --------- |
| Sahel-Sudan | 45.215 m² | 44        |
| Patagonien  | 16.570 m² | 7         |
| Guayana     | 12.530 m² | 67        |
| Europa      | 10.800 m² | 28        |
| Madagaskar  | 9.655 m²  | 30        |

Der aus der Gründungszeit stammende zentrale 65 Meter hohe künstliche Felsgipfel ist bei der Umgestaltung erhalten geblieben. Er bietet einen guten Blick auf die gesamte Anlage sowie auf einen Großteil der französischen Hauptstadt. Bei seiner Eröffnung besaß der Zoo 1340 Tiere, nunmehr sind es rund 1000 Tiere in 186 Arten (74 Vogelarten, 42 Säuger, 21 Reptilien und 15 Fischarten (2014)).

## Aufgaben
Der Zoo beteiligt sich an der Arterhaltung. Dies zeigt sich vor allem in der Haltung seltener und stark bedrohter Tierarten wie:
- Davidshirsch (Elaphurus davidianus)
- Okapi (Okapia johnstoni)
- Mendesantilope (Addax nasomaculatus)
- Steppengalago (Galago senegalensis)
- Rotbauchmaki (Eulemur rubriventer)
- Larvensifaka (Propithecus verreauxi)
- Schopfgibbon (Hylobates concolor leucogenys)

Besonders in der Haltung der madagassischen Halbaffen, der Lemuren, hat sich der Pariser Zoo einen Namen gemacht. Für den Großen Bambuslemuren, den Roten Vari, den Gürtelvari, den Kronensifaka sowie den Guinea-Pavian und den Fischotter koordiniert der Zoo das Europäische Erhaltungszuchtprogramm.

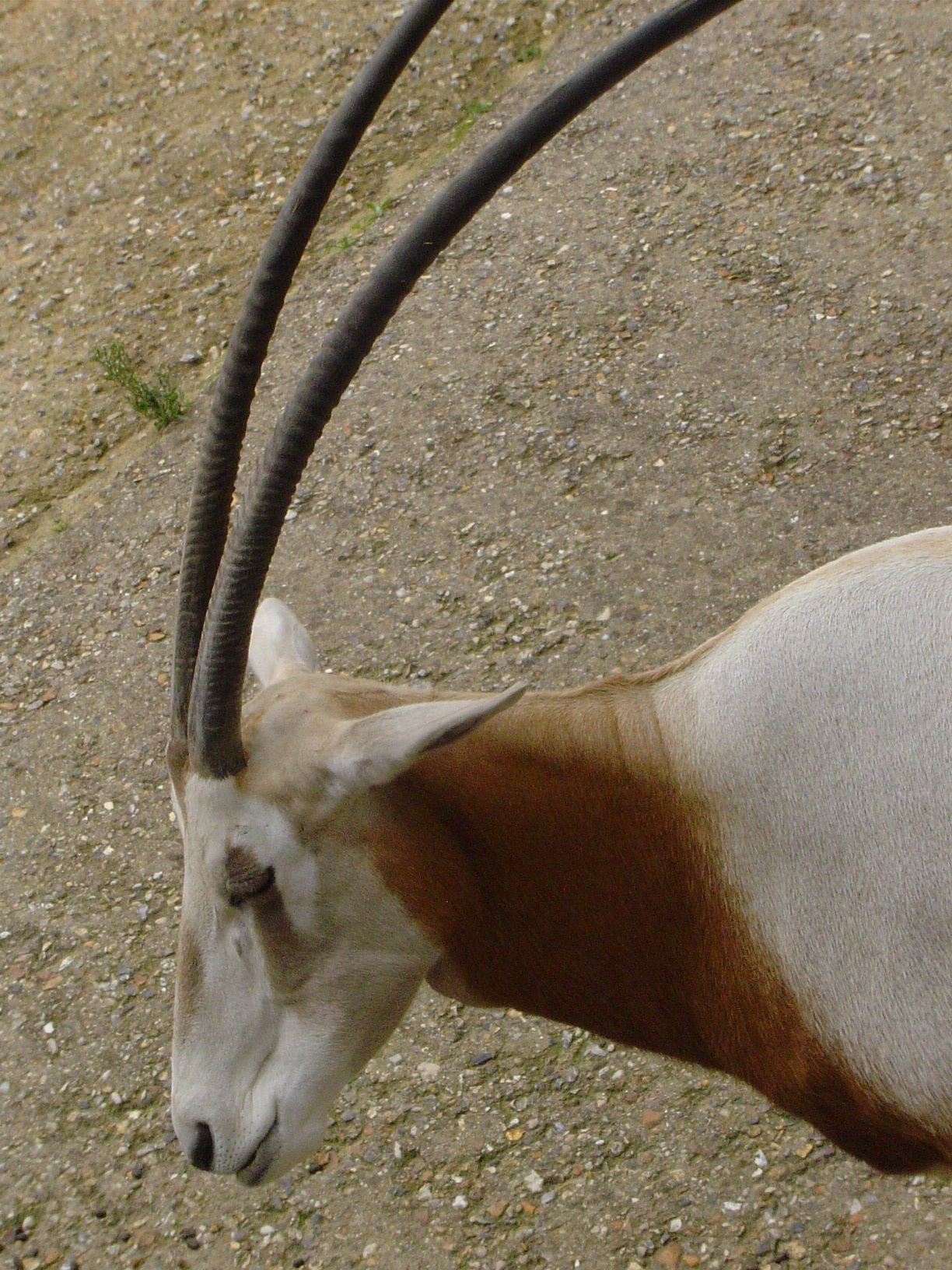
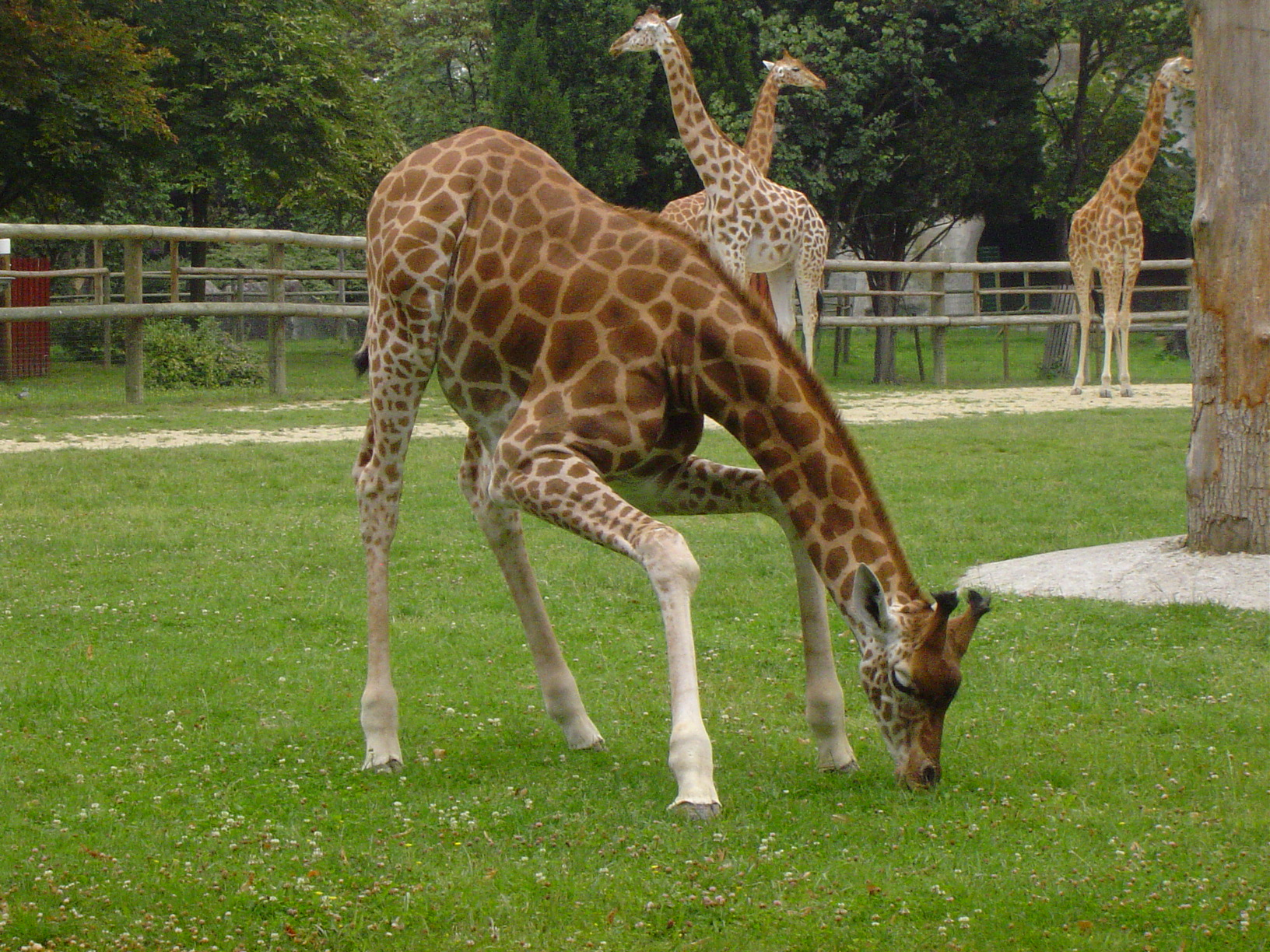
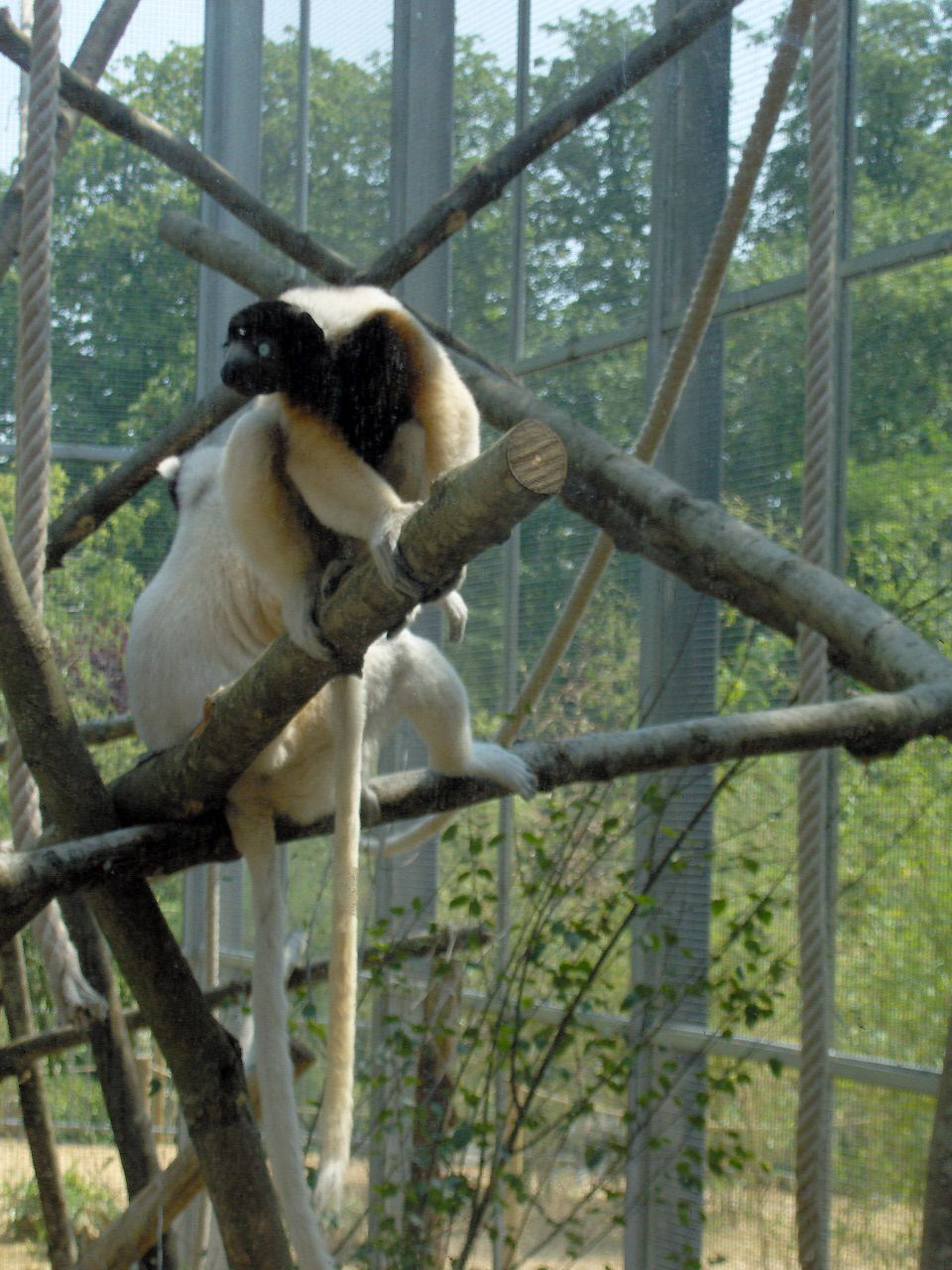
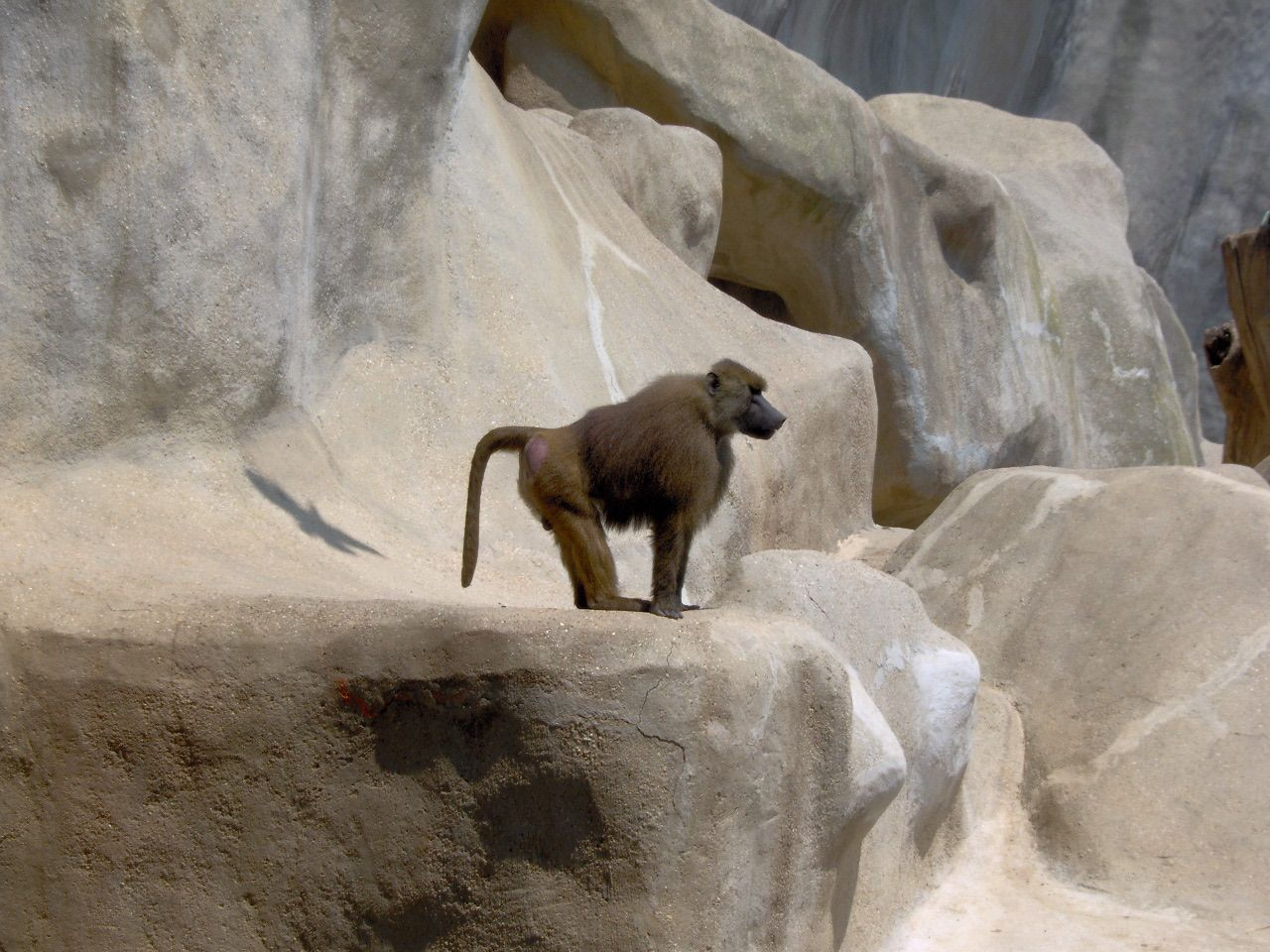

## Lage
Der Zoo liegt im Bois de Vincennes und gehört zum 12. Arrondissement (Reuilly). Er ist 6,5 km vom Pariser Rathaus entfernt und mit der Métrolinie 8 Porte Dorée und der Straßenbahnlinie T3a zu erreichen. Auf dem Weg von der Haltestelle Porte Dorée zum Zoo befindet sich das Aquarium im Palais de la Porte Dorée.